# Albert Millaire

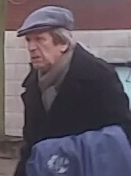
Albert Millaire (2017)

Rodolphe Albert Millaire, CC, CQ (* 18. Januar 1935 in Montreal, Québec; † 15. August 2018 ebenda) war ein kanadischer Schauspieler und Theaterregisseur.

## Leben
Millaire wurde in Montreal geboren. Sein Vater verstarb noch vor seinem ersten Geburtstag. Sein Wunsch Schauspieler zu werden entstand, nachdem er Laurence Olivier 1948 im Film Hamlet sah.
Millaire besuchte das Conservatoire d'art dramatique de Montréal und war anschließend in Alfred de Mussets Lorenzaccio, Molières Tartuffe und Dom Juan, Shakespeares Hamlet, und Roch Carriers La céleste bicyclette in Quebec zu sehen.
Millaire arbeitete am Théâtre du Nouveau Monde und war als Regisseur und Schauspieler beim englischsprachigen Stratford Festival of Canada zu sehen. Im Fernsehen stellte er historische Personen wie Pierre Le Moyne d'Iberville, Wilfrid Laurier und Louis Riel dar. Obwohl er hauptsächlich auf Französisch schauspielerte, war er gelegentlich auch in englischsprachigen Produktionen wie Abenteuer im Regenbogenland, Der lange Weg des Lukas B. und Das Mädchen aus der Stadt zu sehen.
Er war Vorsitzender der Académie québécoise de théâtre und des Canadian Council on the Status of the Artist.
Millaire war zweimal verheiratet; zuerst mit Rita Imbault und später mit der Fernsehregisseurin Michèle Marchand. Er starb am 15. August 2018 in Montreal im Alter von 83 Jahren an Krebs.

## Filmografie
- 1958: Le Maître du Pérou
- 1959: L’Héritage
- 1965: Astataïon ou Le festin des morts
- 1965: Pas de vacances pour les idoles
- 1965: La Vie heureuse de Léopold Z.
- 1966: Le Misanthrope
- 1967: La télévision est là
- 1972: L’Exil
- 1975: Mustang
- 1987: Alfred Laliberté: Sculpteur
- 1988: À corps perdu
- 1992: La Fenêtre
- 1992–1996: Das Mädchen aus der Stadt (Road to Avonlea, Fernsehserie, 10 Folgen)
- 1994: Célimène und der Kardinal (Célimène et le Cardinal)
- 1997: J’en suis!
- 2000: On n’est pas là pour s'aimer (Fernsehfilm)
- 2003: Evil Words (Sur le seuil)
- 2005: Aurore
- 2010: L’Enfant prodige

## Auszeichnungen und Ehrungen
- Officer of the Order of Canada, 1989
- Companion of the Order of Canada, 2001[1]
- Chevalier de l’Ordre national du Québec[4]
- Governor General’s Performing Arts Award für sein Lebenswerk, 2006[5]